# Lista över ledamöter av Sveriges ståndsriksdag 1643
Ledamöter av Sveriges ståndsriksdag 1643.

## Borgarståndet
| Riksdagsledamot       | Yrke          | Valkrets          | Anmärkningar                                          |
| --------------------- | ------------- | ----------------- | ----------------------------------------------------- |
| Johan Arvidsson       | Borgare       | Alingsås stad     |                                                       |
| Anders Gummesson      | Rådman        | Bogesunds stad    |                                                       |
| Sven Persson          | Borgmästare   | Borås stad        |                                                       |
| Lars Persson          | Rådman        | Borås stad        |                                                       |
| Per Svensson          | Borgmästare   | Eksjö stad        |                                                       |
| Lars Larsson          | Rådman        | Falköpings stad   | Rådman i Skövde. Representerade även Skövde stad.     |
| Carl Botvidsson       | Borgare       | Falköpings stad   |                                                       |
| Anders Svensson       | Borgmästare   | Gamla Lödöse      |                                                       |
| Hans Jonsson          | Borgmästare   | Gävle stad        |                                                       |
| Rasmuss Carlsson      | Rådman        | Gävle stad        |                                                       |
| Samuel Engelbrektsson | Rådman        | Hjo stad          |                                                       |
| Peder Gudmundsson     | Borgmästare   | Jönköpings stad   |                                                       |
| Didrich Albrektsson   | Rådman        | Köpings stad      |                                                       |
| Olof Pedersson        | Syndikus      | Köpings stad      |                                                       |
| Hindrik Håkansson     | Rådman        | Lidköpings stad   |                                                       |
| Gabriel Nilsson       | Borgare       | Mariestads stad   |                                                       |
| Anders Eriksson       | Stadsskrivare | Sigtuna stad      |                                                       |
| Birger Jonsson        | Rådman        | Skara stad        |                                                       |
| Lars Larsson          | Rådman        | Skövde stad       | Rådman i Skövde. Representerade även Falköpings stad. |
| Jöns Fallentinsson    | Borgmästare   | Söderköpings stad |                                                       |
| Erland Svensson       | Rådman        | Vadstena stad     |                                                       |
| Pär Haborsson         | Borgare       | Vimmerby stad     |                                                       |
| Arvid Jonsson         | Borgmästare   | Vänersborgs stad  |                                                       |
| Hans Philipsson       | Borgmästare   | Västerviks stad   |                                                       |
| Daniel Kempe          | Borgmästare   | Västerås stad     |                                                       |
| Carl Persson          | Borgmästare   | Växjö stad        |                                                       |
| Hendrich Scheper      | Borgmästare   | Åbo               |                                                       |
| Peter Jesenhaus       | Rådman        | Åbo               |                                                       |